# Mercè Capdevila i Gaya
Mercè Capdevila y Gaya (Barcelona, 25 de marzo del 1946) es una pedagoga, pianista y compositora española especializada en el campo de la música instrumental y electroacústica.

## Biografía
Empezó a estudiar música en la Academia Marshall, y amplió sus estudios en el Conservatorio del Liceo y en el Conservatorio Municipal de Música de Barcelona, donde obtuvo en 1968 la titulación superior. Posteriormente se adentró en el campo de la música electroacústica de la mano del maestro y compositor Gabriel Brncic, en el Laboratorio Phonos de Barcelona y perfeccionó el aprendizaje de composición con Josep Maria Mestres Quadreny, Coriún Aharonian, Carmelo Bernaola, Luis de Pablo y Luigi Nono, con quien mantuvo una larga correspondencia. También asistió a cursos teóricos sobre la música del siglo XX impartidos por Carles Guinovart. En 1976 fue becada por la Universidad de Barcelona para asistir al Congreso de la Sociedad Internacional de Estudios Musicales (ISME) a Montreux. Artista interdisciplinar, en paralelo estudió Artes Plásticas en la Escuela Massana de Barcelona y en la Kunsthand Werk Schule de Pforzheim (Alemania).

### Trayectoria profesional
En 1977 fue nombrada profesora de piano en el Centro de Estudios Musicales de Barcelona y comenzó a interesarse por la composición de música electroacústica, por lo que se inició con Gabriel Brncic en las técnicas electroacústicas y de grabación en el laboratorio de Música Electroacústica Phonos de Barcelona. En 1982 creó 'l´Estudi de Música Mercè Capdevila' e impartió clases utilizando el Método Martenot y Willems.
Durante el curso 1993-1994 fue compositora invitada en el estudio de Aaron Copland en la School of Music Queens College, de la Universidad de la Ciudad de Nueva York. Se especializó en el campo de la creación electroacústica, si bien también se dedicó a la música mixta y a la instrumental, y participó en montajes multidisciplinares que combinaban la música con la luz, movimiento, rayos láser y la voz en recitales poéticos. Algunos de los artistas con los que trabajó fueron Eloi Puig, la pintora Gabriela Vargas, la videoartista Ester Xargay, la dramaturga Eva Hibernia, el poeta Carles Hac Mor, la directora teatral Gloria Rognoni, los compositores Oriol Graus, Eduardo Polonio, el escritor Guillermo Ayesa, el pianista Jean Pierre Dupuy, el actor Javier Palma y Egill Friedlaisson. 
Su lista de composiciones comprende más de cien obras entre las que se encuentran composiciones para cinta magnetofónica, cinta y sintetizadores; combinación de instrumentos (de viento, cuerda y teclado) con electrónica, manipulación de sonido en tiempo real, entre otros. Ha grabado dos discos con composiciones propias y ha participado en discos colectivos. Sus obras se han divulgado internacionalmente en numerosos festivales y han sido interpretadas, entre otros lugares, en el Festival Varadero, en Cuba, al Europalia'85 de Bélgica, en el Festival Internacional de Música Contemporánea de Alicante y también en el Festival de Musique Expérimentale de Bourges.
Fue miembro fundadora de la Asociación de Música Electroacústica de España (AMEE) y formó parte del patronato del Laboratorio de Música Electroacústica PHONOS. Es miembro de la Asociación Catalana de Compositores.

## Obras (selección)
- ... I Noé s'emborratxà de vi (1978), para cuarteto de viento y tecla[11]
- Mene mene tekel uparsin (1979), per a clarinet, viola i piano. El título hace referencia a un fragmento del Libro de Daniel 5, 26-28.
- Miratges (1980), para piano
- Intermezzo 23 F (1981), para electroacústica, so de camp i viola (reproducció)
- Eclipsi (1982), para 4 violoncellos
- Deshill holles Eamus (1982), para electroacústica mixta, sobre textos del Ulisses de James Joyce[disc 1]
- Gramatges (1983), electroacústica mixta[disc 2]
- Voltes al sol (1984), electroacústica mixta[disc 2]
- Primer artifici (1985), electroacústica mixta[disc 2]
- De la Randa, flauta, oboè, clarinet en si b, fagot, trompa, percussió, arpa, violí, viola i violoncel. (1986).[disc 2]
- D'un castell a l'altre (1989), música para escena
- Vares d'ivori (1990), para grupo instrumental[disc 1]
- Alegries de comèdia (1991), para electroacústica mixta y claqué (reproducció)
- Nu (1990), electroacústica mixta (reproducció)[disc 3]
- Zoom (1995), para piano solista
- Quadrar el cercle (1996), música para escena, voz y electroacústica mixta
- Fons de mar (2000), para electroacústica mixta (reproducció)
- Corn d'or, clarinet, violí, violoncel i contrabaix. (2003).
- El secret de les oques, piano i saxòfon soprano. (2004).
- Poema a Juan Barja (2006), con letra de Juan Barja
- Matèria en brut (2007), encargo del Centro Difusión de Música Contemporánea, música radiofónica
- Arc-quitectures (2008), par tres voces a cappella (reproducció)
- A Chillida (2009), electroacústica mixta[disc 1]
- Vostès ja em perdonaran (2011), obra para piano dedicada al escultor Manolo Hugué.[12]

## Grabaciones
1. 1 2 3  DC Zas, música vertical. Sabadell: Ars Harmònica. 2006.
2. 1 2 3 4  DC Solars Vortices (interpretació). Seleccions Mercè Capdevila. Barcelona: AudioVisuals de Sarrià, 1990.
3. ↑  Disc LP Vol ad Libitum (interpretació) (1991). Compositors de Barcelona I. Barcelona: Dino classics.